# 冬目景
冬目 景（とうめ けい、本名未公表、1970年4月13日 -）は、日本の漫画家、イラストレーター。神奈川県座間市出身。女性。多摩美術大学美術学部絵画科油画専攻卒業。
1992年に第11回コミックバーガー新人漫画賞の佳作を受賞。翌1993年にはアフタヌーン四季賞秋のコンテストで四季賞も受賞している。代表作に第6回文化庁メディア芸術祭マンガ部門の審査委員会推薦作品に選出された『羊のうた』、『イエスタデイをうたって』、『マホロミ 時空建築幻視譚』など。

## 来歴
幼少の頃から絵を描くことが好きで、漫画のキャラクターを模写するなどしていた。中学生の頃には『うる星やつら』好きが高じて高橋留美子の非公式ファンクラブに入り、パロディ漫画のようなものを描いたのが初めての漫画だった。美大生となり漫画研究会に加入すると、本格的にコマ割りをするようになる。その後当時在学していた美大の大学院を受験するも合格しなかったため、学部卒業後は1年間研究生として在籍しつつ大学のアトリエを借りて絵画を描く時期を過ごすが、将来を考えた末に漫画研究会での経験等からプロの漫画家を志すようになった。本格的に描き始めてから約1年の間に大学での同人含め5本ほどの漫画を描いており、プロデビューまでに出版社への持ち込みや投稿を2回ほど行なっていた。描き始めの頃はひどく貧しく、クーラーも冷蔵庫も風呂も無い部屋で漫画を描いていた。
1992年に十目傾（とおめけい）名義で描いた『六畳物語』が第11回コミックバーガー新人漫画賞の佳作を受賞し、タイトルを『六畳劇場』と変更した上で『コミックバーガー』（スコラ）1992年18号に掲載されデビュー。しばらく同誌で読み切り作品を発表する。『コミックバーガー』を投稿先に選んだ理由は、当時吉田戦車を始めとしたギャグ漫画家による作品が多く載っていたためである。1993年には冬目景二（とうめけいじ）名義で描いた『KUROGANE―クロガネ―』が、アフタヌーン四季賞秋のコンテストの四季賞を受賞。これらの経歴を経て、『コミックバーガー』で『羊のうた』、『モーニングオープン増刊』（講談社）で『黒鉄〈KUROGANE〉』の連載を開始することとなる。
その後は集英社や小学館など、様々な出版社の雑誌にて作品を発表し続けている。2010年頃までの連載作品の多くは1話から数話ごとのシリーズ連載・不定期連載となっており、これは「描きたい作品は描ける場があれば描く」という方針を採っていたためである。実際描画スピードに関しては、1999年時点での月産ページ数が約60ページ、2015年時点の最大月産ページ数が40-50ページ程であり、アシスタントも1997年・1999年時点ではスクリーントーン切り貼り要員が通常1人いるのみで、それ以外は冬目が作画していた。この不定期な作品発表形態について、冬目は作中やインタビューなどでネタにしたり謝罪したりしているが、自身最長連載となった『イエスタデイをうたって』の読者には「辛抱強く待ってくれた読者が居たから完結できた」と感謝の気持ちを述べている。2010年頃以降は同時連載作品数を絞ることで「場所があればじっくり描いていきたい」というスタンスを採っているほか、アシスタントは2018年時点で存在せず背景含め全て冬目本人が執筆している。
沙村広明と玉置勉強は大学の後輩であり、合作同人誌の頒布をしていた。沙村は学祭で冬目に女装させられたと語っている。またそれとは別にウエダハジメなどとも同人誌を制作しており、一部は短編集『イエスタデイをうたってEX 〜原点を訪ねて 冬目景 初期短編集〜』に収録されている。個人でも同人誌をいくつか作成しており、1998年11月23日に開催された創作ジャンルオンリーの同人即売会「COMITIA46」ではポスターを手掛けた。
執筆作品のうち『羊のうた』と『イエスタデイをうたって』がメディアミックスされている。

## 作風
デッサンにも似た粗削りな画風や淡々としつつも叙情的な物語が受け、熱狂的なファンがついた。初期の絵柄については青年誌掲載ということもあり読者受けを狙うような指摘が編集部内にあったものの、『コミックバーガー』時代からの編集者が「そのままでいい」と守ってくれたという。この頃の単行本表紙には油絵に似た絵柄を用いることが多く、人物画で顔のアップを描く際はキャンバス・ペーパー（画布）にアクリル絵具（リキテックス）・色鉛筆・油性マーカー・木工用ボンドなどを用いて描き、全身図の際は水彩紙の厚いものを使用していた。また2000年発行のムック誌のアンケートで、ペン入れに父親からもらった万年筆を使っていると答えている。基本的にカラーイラストを描く際はアナログ作画であるが、2003年時点で『LUNO』のみデジタル作画であった。しかしこのことについて、冬目自身は「やめておけばよかったかな」と述懐している。ただ2000年代後半辺りからはアクリルや水彩で紙に描いたカラーイラスト等をPCに取り込み、効果の付与や色調の補正等をして仕上げている。2015年に開催された原画展では、PCに取り込む前のアナログイラストと取り込んだ後の完成イラストを見比べることができた。
作風としては日常にファンタジーの混ざり合った思春期の物語が多く、冬目本人もデビュー時から根底にある描きたいものは「地に足がついてない感じがするもの、日常の中の非日常のようなもの」であると語っている。またキャラクターに関しては、黒髪ロングの女の子はずっと描きたい、永遠のテーマとのこと。他に「制服としてのセーラー服」に対して強いこだわりがあり、「セーラー服は好きだし可愛い。但し、ミニスカートは風俗っぽいのでやめてほしい」とのこと。逆にアクション系には興味が無いようで、『黒鉄・改 KUROGANE-KAI』のあとがきでは「アクションそのものに興味が無い」、「アクション以外は描いて楽しかった」とコメントしている。
漫画作品は幼少の頃から手塚治虫の『ブラック・ジャック』を始めとした少年漫画や少女漫画雑誌『りぼん』（集英社）などを読んでおり、成長に伴い青年漫画に移行していったという。小中高生の頃に好きだった作家として高橋留美子や田渕由美子、陸奥A子といった漫画家と、泉鏡花や江戸川乱歩、谷崎潤一郎といった小説家を挙げている。初期の作品は高野文子にインスパイアされ、キャラクターに関しては高橋留美子の影響があるという。また『快傑ライオン丸』『変身忍者 嵐』『魔界転生』などといった特撮系時代劇や『木枯し紋次郎』のような股旅物時代劇も小さい頃から好きであり、このことが『黒鉄〈KUROGANE〉』の執筆につながっている。以前は漠然とではありながらも映画を撮りたいと思っていたほどの映画好きでもあり、1999年時点で邦画では『夢みるように眠りたい』が最も好きであるという。
各連載作品が同一世界観で展開されている場合があり、意外な所で登場人物同士がリンクしファンを楽しませている。ただし該当作品のキャラクターが別の作品に直接出ることは少なく、あくまで「兄弟」や「通っている学校が同じ」などに留まっていることが多い。そのため、各作品のストーリーに直接関与はしていない。

## 年表
- 1992年 - 『六畳劇場』により『コミックバーガー』誌上でデビュー（十目傾名義）。
- 1993年 - 『KUROGANE―クロガネ―』でアフタヌーン四季賞秋のコンテストで四季賞を受賞（冬目景二名義）。
- 1994年 - 『MANNEQUIN』でアフタヌーン四季賞春のコンテストで準入選（冬目景二名義）。なお同作は未発表である。
- 1995年 - 『コミックバーガー』で『ZERO』を集中連載。同誌にて『羊のうた』の連載を開始。
- 1996年 - 『モーニングオープン増刊』で『黒鉄〈KUROGANE〉』の連載を開始。
- 1997年 - 『ビジネスジャンプ』（集英社）で『イエスタデイをうたって』の不定期連載を開始。『黒鉄〈KUROGANE〉』が『モーニング』（講談社）へ移籍しシリーズ連載開始。
- 1998年 - 『モーニング新マグナム増刊』（講談社）で『文車館来訪記』の不定期連載開始。
- 1999年 - アーケードゲーム『ギガウイング』のキャラクターデザインを担当。
- 2000年 - 『ビィストリート』（ソニー・マガジンズ）で『幻影博覧会』の連載開始。『文車館来訪記』完結。
- 2001年 - 『羊のうた』が実写映画化。
- 2002年 - 『月刊少年ガンガン』（エニックス）で『LUNO』を集中連載。『羊のうた』完結。
- 2003年 - 『月刊アフタヌーン』（講談社）で『ACONY』の不定期連載開始。『幻影博覧会』が『コミックバーズ』（幻冬舎コミックス）に移籍し不定期連載開始。『羊のうた』が第6回文化庁メディア芸術祭マンガ部門で審査委員会推薦作品に選出[6]。『羊のうた』がOVA化。
- 2004年 - 『モーニング』で『ハツカネズミの時間』の月1連載開始。『黒鉄〈KUROGANE〉』が休載に入ることを発表[32]。また『ACONY』も7月号より連載中断。
- 2005年 - 東京の青山にあるギャラリー・GoFa（Gallery of Fantastic art）[33]にて、個展『冬絵・展』開催。『ハツカネズミの時間』が『月刊アフタヌーン』に移籍。
- 2006年 - 『ビッグコミックスピリッツ』（小学館）に『ももんち』掲載。『冬絵・展 2nd 羊のうた 〜 それから』開催。
- 2007年 - 『冬絵・展 Vol.3』開催。『ももんち』の不定期連載開始。
- 2008年 - 『冬絵・展 Vol.4』開催。『ハツカネズミの時間』完結。『月刊アフタヌーン』9月号より『ACONY』の連載再開。
- 2009年 - 『冬絵・展 Vol.5』開催。『ももんち』完結。
- 2010年 - 『ビッグコミックスピリッツ』9号より『マホロミ 時空建築幻視譚』不定期連載開始。『冬絵・展 Vol.6』開催。『ACONY』完結。
- 2011年 - 『幻影博覧会』完結。『冬・絵展 Vol.7』開催。画集発売を記念した個展『景・色 keiiro 展』開催。『イエスタデイをうたって』が『グランドジャンプ』（集英社）へ移籍。
- 2013年 - 画集発売を記念した個展『幻冬舎コミックス 冬目景画集20-twenty- 発売記念 原画展』開催。
- 2014年 - 『冬・絵展 vol.8』開催。
- 2015年 - 『マホロミ 時空建築幻視譚』完結。『イエスタデイをうたって』完結。東京の日本橋にあるギャラリー・space caiman[34]にて、個展『冬目景原画展 -YESTERDAY ONCE MORE-』開催。
- 2016年 - 『月刊バーズ』（幻冬舎コミックス）で『空電ノイズの姫君』の連載開始。
- 2017年 - 休載中であった『黒鉄〈KUROGANE〉』が、『グランドジャンプ』で新シリーズ『黒鉄・改 KUROGANE-KAI』として連載開始。
- 2018年 - GoFaでは約4年ぶりとなる個展『冬絵・展 Vol.9』開催。『月刊バーズ』休刊に伴い『空電ノイズの姫君』一時休止。
- 2019年 - 紙媒体での掲載に拘った結果[35]、『空電ノイズの姫君』が『空電の姫君』に改題され『イブニング』（講談社）で連載再開[36]。
- 2020年 - 『イエスタデイをうたって』がテレビアニメ化。『黒鉄・改 KUROGANE-KAI』完結。
- 2021年 - 『空電の姫君』が第24回文化庁メディア芸術祭マンガ部門で審査委員会推薦作品に選出[37]。『空電の姫君』完結。『グランドジャンプ』で『百木田家の古書暮らし』の連載開始[38]。
- 2022年 - space caimanにて、個展『冬目景画業30周年記念原画展「toritome トリトメ」』開催。
- 2025年 - 『百木田家の古書暮らし』完結[39]。

## 作品リスト

### 漫画連載
| 作品名                                | 連載誌&連載期間 | 備考               |
| ------------------------------------- | --- | ------------------ |
| ZERO                                  | 『コミックバーガー』1995年2月号 - 4月号 | 初連載作           |
| 羊のうた                              | 『コミックバーガー』1996年1月号 - 3月号→『コミックバーズ』1996年7月号 - 2002年11月号                                                              |                    |
| 黒鉄〈KUROGANE〉黒鉄・改 KUROGANE-KAI | 『モーニングオープン増刊』1996年2月5日号 - 1997年3月4日号→『モーニング』1997年27号 - 2003年36・37合併号『グランドジャンプ』2017年5号 - 2020年22号 | 単行本未収録話あり |
| イエスタデイをうたって                | 『ビジネスジャンプ』1998年1号 - 2011年21・22合併（最終）号→『グランドジャンプ』創刊号〈2011年11月〉 - 2015年13号                                  |                    |
| 文車館来訪記                          | 『モーニング新マグナム増刊』Vol.4〈1998年8月〉 - Vol.14〈2000年4月〉                                                                              | オールカラー漫画   |
| 幻影博覧会                            | 『ビィストリート』Vol.1〈2000年2月〉 - Vol.8〈2002年3月〉→『コミックバーズ』2003年12月号 - 2011年3月号                                            | 協力：敷島椋       |
| LUNO                                  | 『月刊少年ガンガン』2002年2月号 - 7月号 |                    |
| ACONY                                 | 『月刊アフタヌーン』2003年5月号 - 2004年8月号 / 2008年9月号 - 2010年9月号                                                                         |                    |
| ハツカネズミの時間                    | 『モーニング』2004年33号 - 2005年12号→『月刊アフタヌーン』2005年7月号 - 2008年4月号                                                               |                    |
| ももんち                              | 『ビッグコミックスピリッツ』2006年10号 / 2007年40号 / 2008年16号,38号 / 2009年17号                                                                |                    |
| マホロミ 時空建築幻視譚               | 『ビッグコミックスピリッツ』2010年9号 - 2015年16号                                                                                                |                    |
| 空電ノイズの姫君空電の姫君            | 『月刊バーズ』2016年9月号 - 2018年8月号『イブニング』2019年3号 - 2021年11号                                                                       |                    |
| 百木田家の古書暮らし                  | 『グランドジャンプ』2022年1号 - 2025年6号 |                    |

### イラスト連載
| 作品名     | 連載誌&連載期間                               | 備考                         |
| ---------- | --------------------------------------------- | ---------------------------- |
| 風姿十二花 | 『月刊アフタヌーン』2013年9月号 - 2014年8月号 | 冬目ケイ名義、若緒と共同著作 |
| 旧車GIRLS  | 『モデルグラフィックス』2016年3月号 - 連載中  | 冬目ケイ名義                 |

### 読み切り
| 作品名                                           | 発表                                                            | 初収録単行本                                                    | 備考                                                                               |
| ------------------------------------------------ | --------------------------------------------------------------- | --------------------------------------------------------------- | ---------------------------------------------------------------------------------- |
| 六畳劇場                                         | 『コミックバーガー』1992年18号                                  | 『僕らの変拍子』                                                | デビュー作、十目傾名義 アンソロジーコミック『アーリーバーズ』に再録                |
| こんな感じ                                       | 『コミックバーガー』1992年22号                                  | 『僕らの変拍子』                                                |                                                                                    |
| 銀色自転車                                       | 『コミックバーガー』1993年7号                                   | 『僕らの変拍子』                                                |                                                                                    |
| 醒めてみた夢                                     | 『コミックバーガー』1993年8月号                                 | 『僕らの変拍子』                                                |                                                                                    |
| 現国教師RC-01                                    | 『コミックバーガー』1993年12月号                                | 『僕らの変拍子』                                                |                                                                                    |
| KUROGANE―クロガネ―                               | 『月刊アフタヌーン』1994年1月号                                 | 『黒鉄〈KUROGANE〉』第1巻                                       | 冬目景二名義、『黒鉄〈KUROGANE〉』の第1話にあたる この時点で連載化は決定していない |
| 僕らの変拍子                                     | 『コミックバーガー』1994年6月号                                 | 『僕らの変拍子』                                                |                                                                                    |
| 幽霊のいるまち                                   | 『コミックバーガー』1994年8月号                                 | 『僕らの変拍子』                                                |                                                                                    |
| 田中02                                           | 『モーニング新マグナム増刊』Vol.1〈1997年12月〉                 | 『イエスタデイをうたってEX 〜原点を訪ねて 冬目景 初期短編集〜』 |                                                                                    |
| サイレンの棲む海                                 | 『エクストラビージャン』1999年4月30日号                         | 『イエスタデイをうたってEX 〜原点を訪ねて 冬目景 初期短編集〜』 | 短編集には〈完全版〉として収録                                                     |
| 文車館来訪記                                     | 『月刊アフタヌーン』2004年12月号                                | 『文車館来訪記』                                                |                                                                                    |
| 緋いな                                           | 『robot』Vol.3〈2005年7月〉                                     | 単行本未収録                                                    | オールカラー漫画                                                                   |
| Skit Scooter                                     | 『robot』Vol.7〈2006年11月〉、『138°E』〈2012年11月〉           | 単行本未収録                                                    | オールカラー漫画                                                                   |
| イエスタデイをうたって番外編 其ノ壱              | 『ビジネスジャンプ』2008年24号                                  | 『イエスタデイをうたってEX 〜原点を訪ねて 冬目景 初期短編集〜』 |                                                                                    |
| イエスタデイをうたって番外編 其ノ弐              | 『BJ魂』Vol.46〈2009年5月〉                                     | 『イエスタデイをうたってEX 〜原点を訪ねて 冬目景 初期短編集〜』 |                                                                                    |
| イエスタデイをうたって番外編 其ノ参              | 『ビジネスジャンプ』2009年24号）                                | 『イエスタデイをうたってEX 〜原点を訪ねて 冬目景 初期短編集〜』 |                                                                                    |
| イエスタデイをうたって番外編 其ノ四              | 『イエスタデイをうたってEX 〜原点を訪ねて 冬目景 初期短編集〜』 | 『イエスタデイをうたってEX 〜原点を訪ねて 冬目景 初期短編集〜』 | 描き下ろし                                                                         |
| いつも、ふたりで                                 | 『月刊アフタヌーン』2011年10月号,11月号                         | 単行本未収録                                                    |                                                                                    |
| ELEMENT7 -エレメントセブン-                      | 『コミックバーズ』2011年12月号                                  | 『冬目景作品集 空中庭園の人々』                                 |                                                                                    |
| 夕闇古書市                                       | 『コミックバーズ』2012年9月号                                   | 『冬目景作品集 空中庭園の人々』                                 |                                                                                    |
| 天国のドア                                       | 『コミックバーズ』2013年5月号                                   | 『冬目景作品集 空中庭園の人々』                                 |                                                                                    |
| コビト事情                                       | 『コミックバーズ』2013年12月号                                  | 『冬目景作品集 空中庭園の人々』                                 |                                                                                    |
| Apartment of the Dead アパート・オブ・ザ・デッド | 『月刊バーズ』2015年8月号                                       | 『冬目景作品集 空中庭園の人々』                                 |                                                                                    |
| 夏の姉                                           | 『グランドジャンプ』2015年20号                                  | 『イエスタデイをうたって afterword』                            |                                                                                    |
| 青密花                                           | 『月刊バーズ』2016年3月号,4月号                                 | 『冬目景作品集 空中庭園の人々』                                 |                                                                                    |
| アラナギサマ                                     | 『イブニング』2016年12号                                        | 単行本未収録                                                    |                                                                                    |
| 黒鉄 KUROGANE                                    | 『グランドジャンプ』2016年23号                                  | 『黒鉄・改 KUROGANE-KAI』第1巻                                  | 『黒鉄・改 KUROGANE-KAI』の序章                                                    |
| イエスタデイをうたって特別編 -11・S14-           | 『グランドジャンプ』2020年9号                                   | 『イエスタデイをうたって afterword』                            | 『イエスタデイをうたって』の後日談                                                 |

## 書籍

### 漫画単行本
各巻の詳細は該当項目を参照。
- 『ZERO』、スコラ 〈バーガーSC〉 1995年、全1巻 - 初単行本。
  - （新装版）ソニー・マガジンズ 〈バーズコミックス〉 1999年、全1巻
  - （新装版2）発行：幻冬舎コミックス 発売：幻冬舎 〈バーズコミックス〉 2001年、全1巻
  - （文庫版）発行：幻冬舎コミックス 発売：幻冬舎 〈幻冬舎コミックス漫画文庫〉 2015年、全1巻
- 『僕らの変拍子』、スコラ 〈バーガーSC〉 1995年10月28日第1刷発行、短編集 ISBN 4-7962-4355-0
  - （新装版）ソニー・マガジンズ 〈バーズコミックス〉 1999年10月29日第1刷発行、短編集 ISBN 4-7897-8194-1
  - （新装版2）発行：幻冬舎コミックス 発売：幻冬舎 〈バーズコミックス〉 2002年1月24日第1刷発行、短編集 ISBN 4-344-80027-3
  - （文庫版）発行：幻冬舎コミックス 発売：幻冬舎 〈幻冬舎コミックス漫画文庫〉 2014年3月24日第1刷発行、短編集 ISBN 978-4-344-83037-0
- 『黒鉄〈KUROGANE〉』、講談社 〈オープンKC〉→〈モーニングオープンKC〉 1996年 - 2001年、全5巻
  - （文庫版）講談社 〈講談社漫画文庫〉 2004年、全3巻
- 『羊のうた』、スコラ 〈スコラSC〉 1997年 - 1998年、全3巻[注 6]
  - （新装版）ソニー・マガジンズ 〈バーズコミックス〉 1999年 - 2000年、全5巻[注 7]
  - （新装版2）発行：幻冬舎コミックス 発売：幻冬舎 〈バーズコミックス〉 2002年 - 2003年、全7巻
  - （完全版）発行：幻冬舎コミックス 発売：幻冬舎 2003年 - 2004年、全7巻
  - （文庫版）発行：幻冬舎コミックス 発売：幻冬舎 〈幻冬舎コミックス漫画文庫〉 2009年 - 2010年、全4巻
- 『イエスタデイをうたって』、集英社 〈ヤングジャンプ・コミックス・ビージャン〉→〈ヤングジャンプ・コミックス・グランド〉[注 8] 1999年 - 2015年、全11巻
  - 『イエスタデイをうたってEX 〜原点を訪ねて 冬目景 初期短編集〜』、集英社 〈ビジネスジャンプ愛蔵版コミックス〉 2009年、短編集
  - 『イエスタデイをうたって afterword』、集英社 〈ヤングジャンプ・コミックス・グランド〉 2020年、短編集
- 『LUNO』、エニックス 〈ガンガンコミックスデラックス〉 2003年、全1巻[注 9]
  - （新装版）講談社 講談社コミッククリエイト 〈KCDX〉 2016年、全1巻
- 『文車館来訪記』、講談社 〈アフタヌーンKCDX〉 2004年、全1巻
- 『幻影博覧会』、発行：幻冬舎コミックス 発売：幻冬舎 〈バーズコミックス〉 2005年 - 2011年、全4巻
- 『ハツカネズミの時間』、講談社 〈アフタヌーンKC〉 2005年 - 2008年、全4巻
- 『ACONY』、講談社 〈アフタヌーンKC〉 2009年 - 2010年、全3巻
- 『ももんち』、小学館 〈ビッグスピリッツコミックススペシャル〉 2009年、全1巻
- 『マホロミ 時空建築幻視譚』、小学館 〈ビッグスピリッツコミックススペシャル〉 2012年 - 2015年、全4巻
- 『冬目景作品集 空中庭園の人々』、発行：幻冬舎コミックス 発売：幻冬舎 〈バーズコミックス〉 2016年4月23日第1刷発行、短編集 ISBN 978-4-344-83694-5
- 『空電ノイズの姫君』、発行：幻冬舎コミックス 発売：幻冬舎 〈バーズコミックス〉 2017年 - 2019年、全3巻
- 『黒鉄・改 KUROGANE-KAI』、集英社 〈ヤングジャンプ・コミックス・グランド〉 2018年 - 2020年、全5巻
- 『空電の姫君』、講談社 〈イブニングKC〉 2019年 - 2021年、全3巻
- 『百木田家の古書暮らし』、集英社 〈ヤングジャンプコミックス〉 2022年 - 2025年、全6巻

### 画集
- 『百景/文車館来訪記』、講談社 2000年5月第1刷発行、ISBN 4-06-330092-7、A4判
- 『冬目景画集 羊のうた』、ソニーマガジンズ 2000年5月第1刷発行、ISBN 4-7897-1540-X、A4判
  - （デラックス版）ソニーマガジンズ 2000年5月第1刷発行、ISBN 4-7897-1541-8、A4判 - 複製原画やクリアファイルなどが付いた豪華版。
  - （復刻版）発行：幻冬舎コミックス 発売：幻冬舎 2003年3月31日第1刷発行、ISBN 4-344-80227-6、A4判
- 『冬目景画集 羊のうた絵顧録』、発行：幻冬舎コミックス 発売：幻冬舎 2003年3月第1刷発行、ISBN 4-344-80226-8、A4判
- 『イエスタデイをうたって画集―YESTERDAYS―』、集英社 2008年11月24日第1刷発行、ISBN 978-4-08-782179-6、A4判
- 『冬目景画集 景・色』、講談社 2011年9月16日第1刷発行、ISBN 978-4-06-364875-1、A4判
- 『冬目景画集 冬幻響』、発行：幻冬舎コミックス 発売：幻冬舎 2013年2月28日第一刷発行、ISBN 978-4-344-82742-4、A4判
- 『冬目景画集 20─twenty─』、発行：幻冬舎コミックス 発売：幻冬舎 2013年3月第1刷発行、ISBN 978-4-344-82691-5、C4判 - 完全予約受注生産。
  - （普及版）『冬目景画集 20─twenty─ SIMPLE EDITION』、発行：幻冬舎コミックス 発売：幻冬舎 2018年3月31日第1刷発行、ISBN 978-4-344-84194-9、B5判
- 『イエスタデイをうたって画集―YESTERDAYS― II』、集英社 2015年9月23日第1刷発行、ISBN 978-4-08-792708-5、A4判
- 『風姿十二花』、講談社 2015年11月28日第一刷発行、ISBN 978-4-06-364975-8、A4判横長

### ポストカード集
- 『「イエスタデイをうたって」ポストカード集』、集英社 2002年10月第1刷発行、ISBN 4-08-908009-6、B6判
- 『羊のうたポストカード』、発行：幻冬舎コミックス 発売：幻冬舎 2004年3月第1刷発行、ISBN 4-344-80394-9、B6判
- 『幻影博覧会〜装畫集〜』、発行：幻冬舎コミックス 発売：幻冬舎 2008年2月第1刷発行、ISBN 978-4-344-81240-6、B5判

### 絵本
- 原作：良園道都・シナリオ：泉りお・シナリオ協力：エッジワークス『冬・絵本 雪うさぎ』、1月と7月 2014年4月第1刷発行、ISBN 978-4-907259-04-4、B4判 - 個展「冬・絵展 vol.8」に併せて制作。

### 小説挿絵等
- 光益公映・岸川靖『さくや妖怪伝』、講談社 〈マガジン・ノベルス・スペシャル〉 2000年8月4日第1刷発行、全1巻 ISBN 4-06-324338-9
- 唐辺葉介『PSYCHE』、スクウェア・エニックス 〈スクウェア・エニックス・ノベルズ〉 2008年7月26日第1刷発行、全1巻 ISBN 978-4-7575-2343-2
- 芹澤桂『ファディダディ・ストーカーズ』、幻冬舎 2010年4月第1刷発行、全1巻 ISBN 978-4-344-01813-6
- 市川拓司『吸涙鬼 Lovers of Tears』、講談社 2010年7月15日第1刷発行、全1巻 ISBN 978-4-06-215261-7
- 星希代子『イエスタデイをうたって デイ・ドリーム・ビリーバー』、集英社 〈ジャンプ ジェイ ブックス〉 2010年11月24日第1刷発行、全1巻 ISBN 978-4-08-703233-8

### 共著
- 『アーリーバーズ』[注 10]、発行：幻冬舎コミックス 発売：幻冬舎 〈バーズコミックスデラックス〉 2003年8月23日第1刷発行、単巻 ISBN 4-344-80271-3

## その他
- アーケードゲーム『ギガウイング』（1999年） - キャラクターデザイン
- 表紙イラスト（『ゲーメスト』1999年5月30日・6月15日合併号 No.263）
- 表紙イラスト（『ゲーム批評』2000年1月号）
- 映画『さくや妖怪伝』（2000年） - コンセプトデザイン
- アーケードゲーム『ギガウイング2』（2001年） - キャラクターデザイン
- 表紙イラスト（『月刊アルカディア』2001年2月号）
- トレーディングカードアーケードゲーム『三国志大戦』 - カードイラスト（Ver2.1 R張春華、Ver3.1 R貂蝉）
- イラスト「緋いな」（『robot』Vol.10〈2008年2月〉）
- イラスト「四季（冬）」（『ガンガンONLINE』2009年2月19日）
- MARS SIXTEENとのコラボレーションTシャツ - 2009年・2010年に発売。
- テレビアニメ『夏のあらし! 〜春夏冬中〜』（2010年） - 第4話エンドカード
- 詩『空が分裂する』第18回（『別冊少年マガジン』2011年3月号） - 背景イラスト、著：最果タヒ
  - 最果タヒ『空が分裂する』、講談社 2012年10月第1刷発行、全1巻 ISBN 978-4-06-364898-0
  - 最果タヒ『空が分裂する』、新潮社 〈新潮文庫nex〉2015年9月第1刷発行、全1巻 ISBN 978-4-10-180046-2
- 表紙イラスト（『別冊映画秘宝 不思議TV』〈2015年9月〉）
- caiman大感謝祭2019 『The Love Cats』 - メインビジュアル[43]
- caimanアマビエ祈願祭 - イラスト[44]
- テレビアニメ『RWBY 氷雪帝国』（2022年） - 第6話エンドカード

など。また個展では、フィギュアやタンブラーなどのグッズが多数販売されている。